# Степанівка (Баштанський район)
Степа́нівка — село в Україні, в Інгульській сільській громаді Баштанського району Миколаївської області. Населення становить 4 особи.

## Населення
Згідно з переписом УРСР 1989 року чисельність наявного населення села становила 5 осіб, з яких 2 чоловіки та 3 жінки.
За переписом населення України 2001 року в селі мешкали 4 особи. 100 % населення вказало своєю рідною мовою українську мову.